# Samer

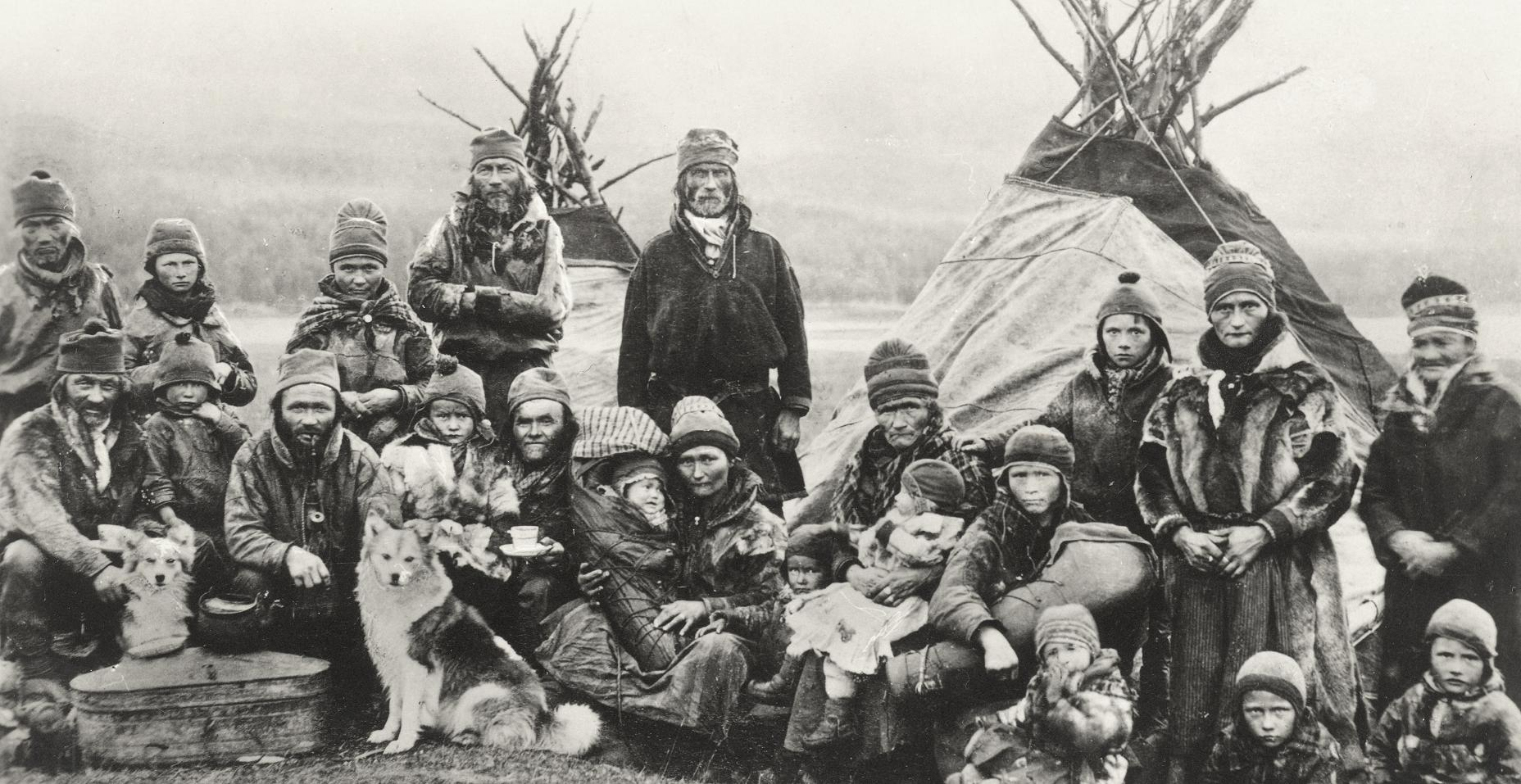
Nordsamer i norra Sapmi (1900 – 1920).

Samer (nordsamiska: sámit eller sápmelaččat), tidigare vanligen benämnda lappar i Sverige och Finland, eller finnar i Norge (se avsnittet benämningar), är urfolk på Nordkalotten och i andra delar av nordvästra fennoskandiska urbergsskölden, från ryska Kolahalvön i öster till delar av mellersta Skandinavien i väst. Samernas historiska ursprungsland kallas Sápmi eller Sameland och omfattar delar av dagens Norge, Sverige, Finland och Ryssland, men dess exakta utbredning inom dessa stater är inte väldefinierad på grund av bristande historiska källor. Antalet samer uppskattas till mellan 80 000 och 100 000. Av dessa bor 50 000–65 000 i Norge, 20 000–40 000 i Sverige, cirka 8 000 i Finland och cirka 2 000 i Ryssland.
Samerna har en till stor del gemensam kultur och många levde seminomadiskt eller nomadiskt fram till början av 1900-talet. Det finns ett tiotal samiska språk eller varieteter, vilka tillhör de finsk-ugriska språken, som ingår i den uraliska språkfamiljen. En fornsamiska utvecklades – förmodligen med samisk-finskt urspråk – för ungefär 2 000–2 500 år sedan. Det är också från den tiden som nutida forskare anser det vara meningsfullt att tala om en samisk etnicitet eller kultur.
Samerna utgör nationell minoritet i Norge, Sverige och Finland. Samiska varieteter har status som minoritetsspråk i Sverige och delar av Finland och Norge, och är officiellt språk i 19 svenska så kallade förvaltningskommuner för samiska som minoritetsspråk. Samerna har erkänts som ett ursprungsfolk i Sverige, Norge och Finland. Norge har även ratificerat Konventionen om ursprungsfolk och stamfolk vilket Sverige och Finland inte gjort.
Självständiga sameting (parlament där samer har rösträtt) som har inrättats av och erkänts av landets regering finns i Norge sedan 1989, Sverige sedan 1993 och Finland sedan 1996, medan Sametinget i Ryssland, bildat på eget initiativ 2010, ännu inte erkänts av landets regering.

## Benämningar

### Samer
Samerna kallar sig själva för ”sápmelaš” på nordsamiska, ”saemie” på sydsamiska, och ”sábme” på lulesamiska. Det verkar numera råda enighet inom språkforskningen om att detta ord går tillbaka till ordformen šämä som fanns i det samisk-finska urspråket och som även givit upphov till den finska benämningen hämäläinen (tavaster). Ordet kopplas också samman med det baltiska ordet zeme och det ryska zemlja, som båda betyder land.

Redan 1673 förklarade Johannes Schefferus att sabmi eller same var lapparnas rätta namn på deras eget språk. När samer uttryckte sig på svenska använde de dock länge ordet lapp (se nedan). De första sameföreningarna, bildade kring 1905, kallades för lappföreningar, och de slöt sig samman i Lapparnes centralförbund. När samepolitikern Torkel Tomasson startade sin första tidning 1904 kallade han den för Lapparnes egen tidning. Språkbruket ändrades i och med organisationssträvandena i början av 1900-talet och när Torkel Tomasson drog igång ett nytt tidningsprojekt 1918 blev namnet Samefolkets egen tidning. I det första numret förklarade han i en faktaruta: 
| ” | Same, pl. sameh, är det folk, som svenskarna kallat och kalla lapp, lappar. Folket självt kallar sig dock same, pl. sameh. | „ |

Tomasson ville föra fram det egna namnet eftersom det saknade de negativa kopplingar som fanns till ordet lapp, men också för att det gav uttryck för stolthet över den egna historien. Att använda ordet same på svenska fick både en politisk och symbolisk innebörd. Samtliga sameföreningar som startades runt 1918 använde också same och inte lapp i sina namn. Den nya beteckningen slog dock inte igenom omedelbart. Sameexperten K.B. Wiklund menade att det inte fanns några skäl att förkasta ordet lapp med dess långa historiska bakgrund. Han menade också att det rent grammatiskt var svårt att använda same och dess böjningsformer på svenska. Andra pekade på att adjektivet samisk redan var upptaget på svenska som en beteckning på företeelser som hade med ön Samos att göra.
Den svenska pluralformen av same var till en början vacklande. Förutom sameh, som Torkel Tomasson förordade, fanns formen samier. Så småningom blev samer den dominerande formen.

### Lappar
Den benämning för samer som länge dominerade på svenska, lappar, har förutom på svenska framför allt använts i finskt och i någon mån ryskt språkbruk. Etymologin är omdiskuterad. Det svenska ordet lapp betyder också en liten bit av tyg eller skinn, vilket ligger nära betydelsen i det finska ordet vuojalainen som använts för att beteckna vissa östersjöfinska grupper. Kanske har ordet ursprungligen använts om grupper av fiskare, jägare och fångstfolk i allmänhet. Det första belägget för ordet lapp är från Ryssland omkring år 1000 (lop’ eller lopar’). Omkring 1200 skrev Saxo Grammaticus i sin Gesta Danorum om utraque Lappia (de bägge Lappland). I berättelsen om Norges grundande i inledningen till Orkneyinga saga, som nedtecknades omkring 1230, omtalas också "de män som heter lappar", boende i inlandet. På svenska nämns människor som på folkspråket kallas Lappa i Tälje stadga från 1328 i samband med regleringen av intressemotsättningarna mellan hälsingar och birkarlar.
Idag anses benämningen lapp i allmänhet vara pejorativ och diskriminerande, och språkvårdare avråder från ordets användning.

### Finnar
I den fornnorska och fornisländska litteraturen kallas samerna nästan genomgående för finnar. Ordet tros ha med verbet finna att göra och ska därmed syfta på samernas äldsta tillvaro som nomadiska spårfinnare och jägare. Benämningen togs tidigt upp av författare som skrev på latin eller grekiska. Exempelvis skrev 
Tacitus 98 e.Kr. om folket fenni i verket Germania och Ptolemaios på 100-talet om finnoi. Senare användes benämningen skridfinnar i olika former av bland andra Prokopios och Jordanes (båda på 500-talet), av den anonyme geografen från Ravenna och Paulus Diaconus (båda 700-talet) samt av Adam av Bremen (ca 1070) och av Saxo Grammaticus (ca 1200). Skrida syftar sannolikt på skidåkning.
På norska har ordet finn fram till vår tid använts för same.

## Historia

### Ursprung
Samernas ursprung har intresserat forskare åtminstone sedan Johannes Schefferus tid. Från början kopplades samerna ihop med finnarna, eftersom de samiska språken är uppenbart nära besläktat med finskan. När den fysiska antropologin utvecklades under 1800-talet upplevdes samerna i stället som avvikande från samtliga omgivande folk, vilket fick språkforskaren K.B. Wiklund att utveckla teorin om att samerna utvecklats som en isolerad grupp under istiden. De skulle då ha övervintrat vid Norra ishavet och ha givit upphov till det arkeologiska fyndkomplex som kallas för Komsakulturen.
Övervintringsteorin övergavs ganska snart, men fortfarande uppfattas samerna som tillräckligt särpräglade för att vara intressanta för forskning. Lars Beckman kallade samerna för en genetiskt unik urbefolkning.
Numera tror man inte att samerna har utgjort en homogen befolkningsgrupp sedan urminnes tider, utan att den utvecklats genom tillskott från flera olika håll vid olika tidpunkter av jägar-samlarfolk som rörde sig över Nordkalotten. I en studie från 2007 kom forskarna fram till att merparten av den samiska folkgruppens kvinnliga släktlinjer har kommit till Norden mycket snart efter istidens slut, som jägar-samlarkulturer från den europeiska kontinenten och/eller från öster. Denna invandringsvåg kan även spåras bland kvinnliga släktlinjer hos svenska majoritetsbefolkningen och andra folkgrupper i Skandinavien, men också andra folkgrupper i Europas periferi, som trängdes undan från kontinenten av senare invandring av jordbrukare. Ett stort tillskott som har berört både manliga och kvinnliga släktlinjer skulle ha kommit från öster så sent som för 2 700 år sedan. Denna immigrationsvåg förde med sig ananjinokulturens metallbruk i form av asbestkeramik och berörde den samiska och finska befolkningen men i mycket liten grad de nordisktalande. De samiska språken spred sig från södra Finland och nådde Skandinavien först under folkvandringstiden, 500 e.kr.
Under järnåldern beblandade sig samer även med jordbrukare med rötter i dagens Svealand och Finland. Detta tolkas som att den samiska kulturen fick sin speciella form genom den halvnomadiska renskötseln, som uppstod för omkring 2500 år sedan, snarare än genom en strikt avgränsad folkgrupp. 

### Samisk kultur
Det samiska levnadssättet växte fram ur en halvnomadisk jägar- och samlarkultur, vilken i dagens Sverige levde kvar i södra Norrlands inland (dagens sydsamiska område) under järnåldern, men under järnåldern och medeltiden trängdes bort av den expanderande bondekulturen eller övergick till renskötsel.
De första arkeologiska spåren av renskötsel, vilket kan tolkas som en början på den samiska kulturen, finns från tiden strax före år 1. Norra Norrlands inland övergår under järnåldern till storskalig tamrenskötsel och säsongsflyttningar mellan fjäll- och skogsnära boplatser, sannolikt till följd av internationell efterfrågan på renprodukter som gav upphov till ett handelsöverskott som visas genom metallfynd. Det är dock oklart om de samiska språken vid denna tidpunkt ännu var skiljt från övriga östersjöfinska eller uraliska språk. Ungefär samtidigt börjar samer att nämnas i de historiska källorna.
Goten Jordanes skriver år 551 om en rad olika folk som bor på ön Scandia eller Scandza. (Sc)Rerefennae eller finni (som tolkats som skridfinnar, det vill säga samer) bor längst bort. Om suehans, svearna, säger han, "Det är också detta folk, som med sina indirekta handelsförbindelser med många andra folkstammar, skickar mörkblå pälsar till romarnas nytta och tjänst". "Blå" betyder här svart, och kan syfta på fjällrävens päls eller andra mycket mörka pälsverk som såldes av en norrländsk jägarkultur.
Även Paulus Diaconus vid Karl den stores hov kallar dem i slutet av 700-talet skridfinnar, eftersom de skidade på träbrädor. Under 800-talet beskrivs samerna under Ottar Vikings färd till norra ishavet, där han omtalar ett renskötande folk under benämningen fenni.
Den första källa som beskriver samernas liv mer detaljerat är Olaus Magnus skildringar av sina resor i Norrland på 1500-talet. Skridfinnarna hade enligt honom fått sitt namn av att de "för att komma hastigt fram begagnar sig av ett slags långa och flata träspjälor, så kallade skidor, vilka framtill är svängda uppåt i en båge". Tack vare dessa redskap kunde de bestiga fjäll som annars skulle vara fullständigt otillgängliga, och rusa ned i de brantaste dalar. Olaus Magnus fortsätter:
| ” | Skridfinnarne livnära sig ej av säd utan endast av villebråd och fåglar, varpå det är rik tillgång i kärrmarkerna. De förtära rått kött av vilda djur, vilkas raggiga skinn de sätta ihop till kläder åt sig. Hos dem finnes ett hjortliknande djur, som kallas ren. Av dess hud med stritt utstående hår har jag sett en klädnad förfärdigad, som räckte till knäna. Renarna användas ej blott för åkning utan brukas även till att draga lastslädar över de höga snödrivorna. De utmärka sig i likhet med vildåsnorna för utomordentlig snabbhet, så att de kunna på kort tid tillryggalägga en lång och besvärlig väg. De slädar, som dragas av renar, skilja sig till formen från andra, ty de äro spetsiga framtill liksom skor för att kunna tränga fram genom snödrivorna, alldeles som skepp äro så formade för att kunna klyva havets vågor. | „ |

Olaus Magnus beskrev samerna som vänliga, ärliga och fria från girighet. Deras robusta hälsa och härdighet har beskrivits av andra. På 1670-talet skrev prästen i Kemi lappmark att de "äro mycket starka till att tåla köld, ävenså deras späda barn, dem mödrarna uti den allra skarpaste köld på sina händer uti en kall vattukittel ståndande tvätta". De små barnen härdades från födseln, som ofta inträffade när kylan var så stark att kåtan inte kunde ge mycket värme. Ibland kunde en samisk kvinna finna sig ensam på vildmarken i snö och kyla när det var dags för henne att föda, men ändå kunde hon rädda både sig själv och sitt nyfödda barn till närmaste kåta. Om en same var ute på jakt och inte hann tillbaka till kåtan under natten, "gräver han sig själv i snödrivan lika såsom en mullvad", enligt samme präst, som fortsätter: "Där är han uti sin päls så varm lika såsom uti det varmesta hus."
Tysken Jakob Ziegler kom med värdefull information om dåtidens lappmark i ett kapitel i sin bok om Skandinavien år 1532. Ziegler hade fått sina upplysningar från Olaus Magnus bror, Johannes Magnus, samt från Västerås biskop Peder Månsson. Han beskrev bland annat samernas schamatism och deras dyrkan stenstoder (så kallade sejtar eller storjunkare).
Under 1600-talet utarbetade Johannes Schefferus under ledning av Magnus Gabriel De la Gardie ett företnologiskt verk, vars huvudsyfte visserligen var att skilja mellan svenskar och samer, men vilket ändå ur en del aspekter ger en bra beskrivning av samerna.

### Medeltiden till modern tid

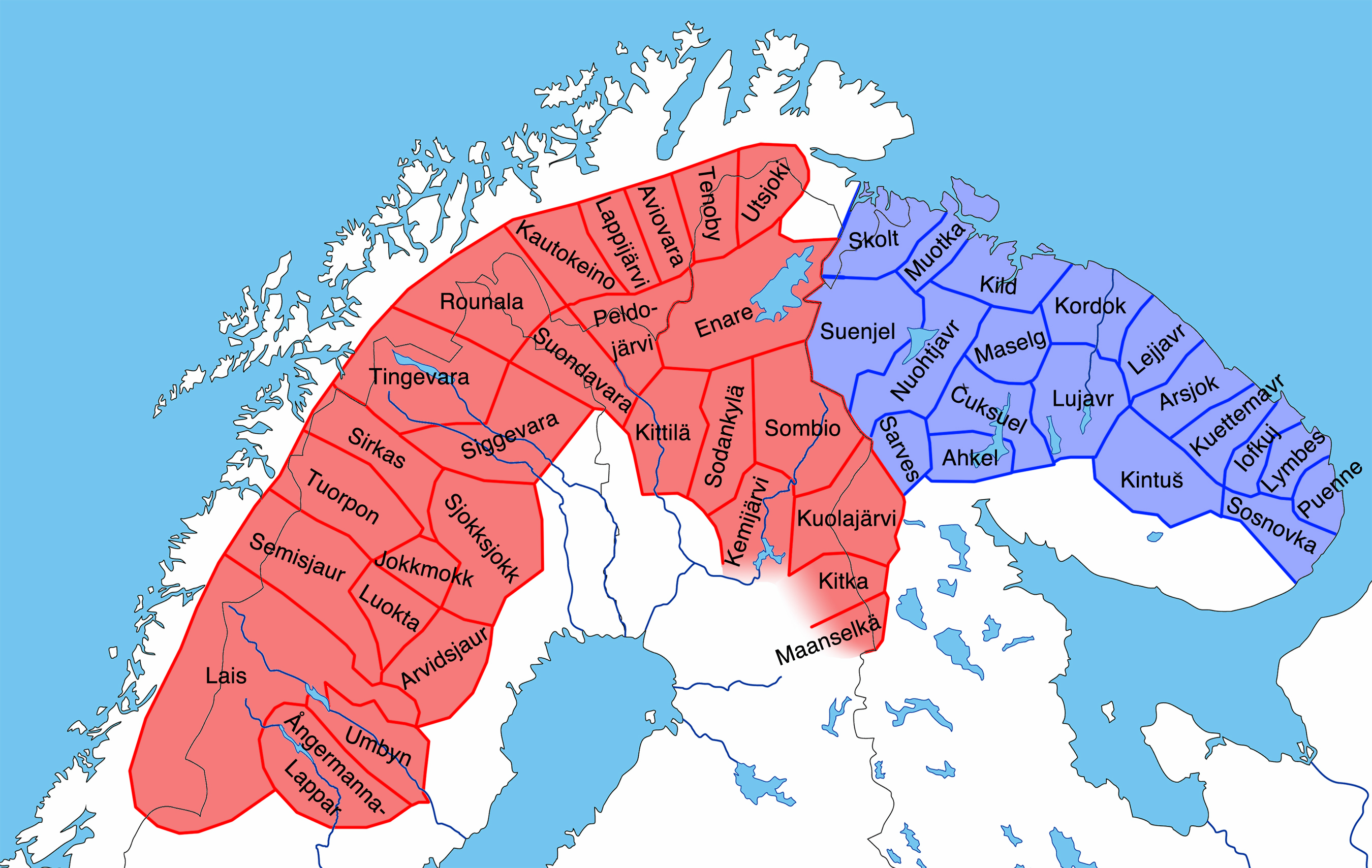
En rekonstruerad kartbild över lappbyarna på 1500- och 1600-talen (rött område) samt början av 1800-talet (blått område). Samer levde även utanför lappbyarna. Källor från 1600-talet och senare talar om skogssamer och sockenlappar i Ångermanland, Medelpad, Jämtland, Hälsingland, Gästrikland och Härjedalen, som i många fall assimilerades in i den nordiska kulturen.

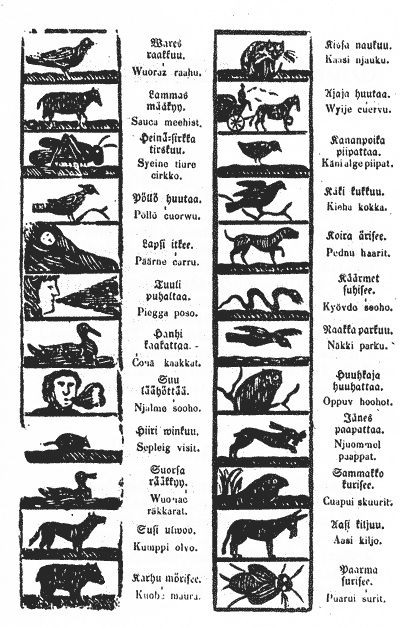
E.W. Borg enaresamisk alfabetsbok, publicerad 1859.

Få medeltida källor talar om samer, men en del isländska handskrifter, till exempel Tåten om Odd Ófeigsson (vars äldsta bevarade version är från 1200-talet), nämner handelskontakter mellan nordbor och samer (eller Finnar) under 1000-talet. Ortnamn, fynd av offerplatser och muntlig tradition visar att det samiska landet under medeltiden var mer omfattande än i våra dagar.
I det som skulle bli Sverige hade samer bedrivit renskötsel sedan järnåldern i Lappmarken (ungefär dagens Lappland i Sverige, som till 1600-talet inte tillhörde Sverige), och sedan senmedeltiden även i sydsamiskt område i Jämtland, Härjedalen och Dalarna. Utöver i samebyarna har sommarbete bedrivits på kustnära orter i Västerbotten, Medelpad, Hälsingland, Gästrikland och Uppland. Det samiska områdets utbredning under tidig medeltid har debatterats i rättstvister med markägare om samernas urminnes hävd till renskötselområde. Vissa tvister har fallit ut till samernas fördel. Exempelvis förklarades 2011 Högsta Domstolen att samerna av ålder hade rätt till vinterbete i skogar i Nordmalings kommun i Västerbotten. År 2012 fastslogs att Tåssåsens sameby har sedvanerätt till vinterbete i Rätan och Klövsjö-området i Jämtlands landskap. Andra tvister, exempelvis i Härjedalen 2006, har inte fallit ut till samernas fördel, trots att samisk ursprungsfolk (det vill säga samiska gravfynd från tiden innan Jämtland-Härjedalen uppgick i den norska statsbildningen) har påvisats på Vivallen och Farrtjärnarna i Härjedalen åtminstone tillfälligt under 1000- och 1100-talet.
I takt med att den germanska och finsk-ugriska jordbrukarbefolkningen befolkat Fennoskandinavien söderifrån och från kustområdena, har den samiska halvnomadiska jägar-samlarkulturen tryckts tillbaka, bildat blandkulturer och assimilerats i dessa områden. Genom handel levde samerna i ekonomisk symbios med bondebefolkningen, men levde inte i harmoni med kyrkan. I tidigmedeltida kontinentala källor kallas samerna skridfinnar. Senast på 1200-talet börjar de kallas "lappar" på det svenska språket.
Från medeltiden och framåt betraktar den svenska centralmakten Lappmarkerna som en del av riket och förordningar som innebar att svensk kolonisering av dagens Västerbotten började på 1300-talet, och Norrbotten något senare. I ett brev av kung Magnus Eriksson år 1340 utfärdades bestämmelser om "the landzender wårtt Rijkes som vidh Helsingeland och Ångermannaland liggiandes äre, benemdh Laepmark". I brevet fastslogs att alla "som åå Christo tro, eller till Christna tro sig omwenda wele" fick ta sig mark och ägor i Lappmarken, under förutsättning att de betalade skatt till kungen och brukade Hälsinglands lag och sedvänjor (Hälsingelagen).
I och med digerdöden reducerades befolkningen i Sydskandinavien och därmed blev mark tillgänglig, vilket under resten av medeltiden begränsade intresset att söderifrån kolonisera området. Från 1600-talet koloniserades dock mer mark, även i Lappmarken, vilket ibland ledde till smärre uppror.
Integrationen av samiska områden i de nordiska staterna var problematisk ur två synvinklar. Dels uppstod gränsdragningsproblem mellan rikena, dels blev det så småningom konflikter mellan samer och respektive stat. År 1613 avstod den danske kungen sina anspråk på större delen av lappmarkerna till Sverige. När gränsen mellan Norge och Sverige slutligen fastställdes 1751 i Strömstadstraktaten, fördes dock områdena Kautokeino, Karasjok och Utsjoki till det norska Finnmark fylke. Den så kallade lappmarksgränsen inom Sverige drogs 1751–1752, för att slutligt fastställas 1766 efter en del mindre tvister, med bildandet av landskapet Lappland. Frågor kring gränsöverskridande renskötsel löstes genom Lappkodicillen, som var en bilaga till Strömstadstraktaten.
På 1600-talet fick samer rätt till representation och rösträtt i riksdagens bondestånd och Karl IX slog fast att samerna i den svenska Lappmarken skulle ha rösträtt och representation i ståndsriksdagen.
Efter att Finland tillsammans med en stor del av Lappland 1809 kommit under rysk överhöghet, samt att Sverige och Norge bildat en union 1815, kom gränsen mellan Ryssland och Norge att slutligen fastställas 1826. År 1852 stängdes gränsen mellan Finland och Norge för samerna, vilket främst drabbade norska samer med vinterbete i Finland (se Lappkodicillen#Följderna av 1809 års krig). Då den finsk-svenska gränsen ännu var öppen, flyttade norska samer över till Sverige för att bli svenska samer och kunna fortsätta att använda de finska markerna. 1889 stängdes dock även gränsen mellan Sverige och Finland. När den norsk-svenska unionen upplöstes 1905, ville Norge inte längre tillåta svenska samers sommarbete i Norge, vilket ledde fram till renbeteskonvention mellan Sverige och Norge av år 1919. Denna begränsade allvarligt samernas rätt att flytta över gränsen. För att lösa situationen förflyttade Sverige ett antal samiska familjer längre söderut ända ner till Vilhelmina i Västerbotten, tvångsförflyttningen av Karesuandosamer.

## Samisk kultur och levnadssätt

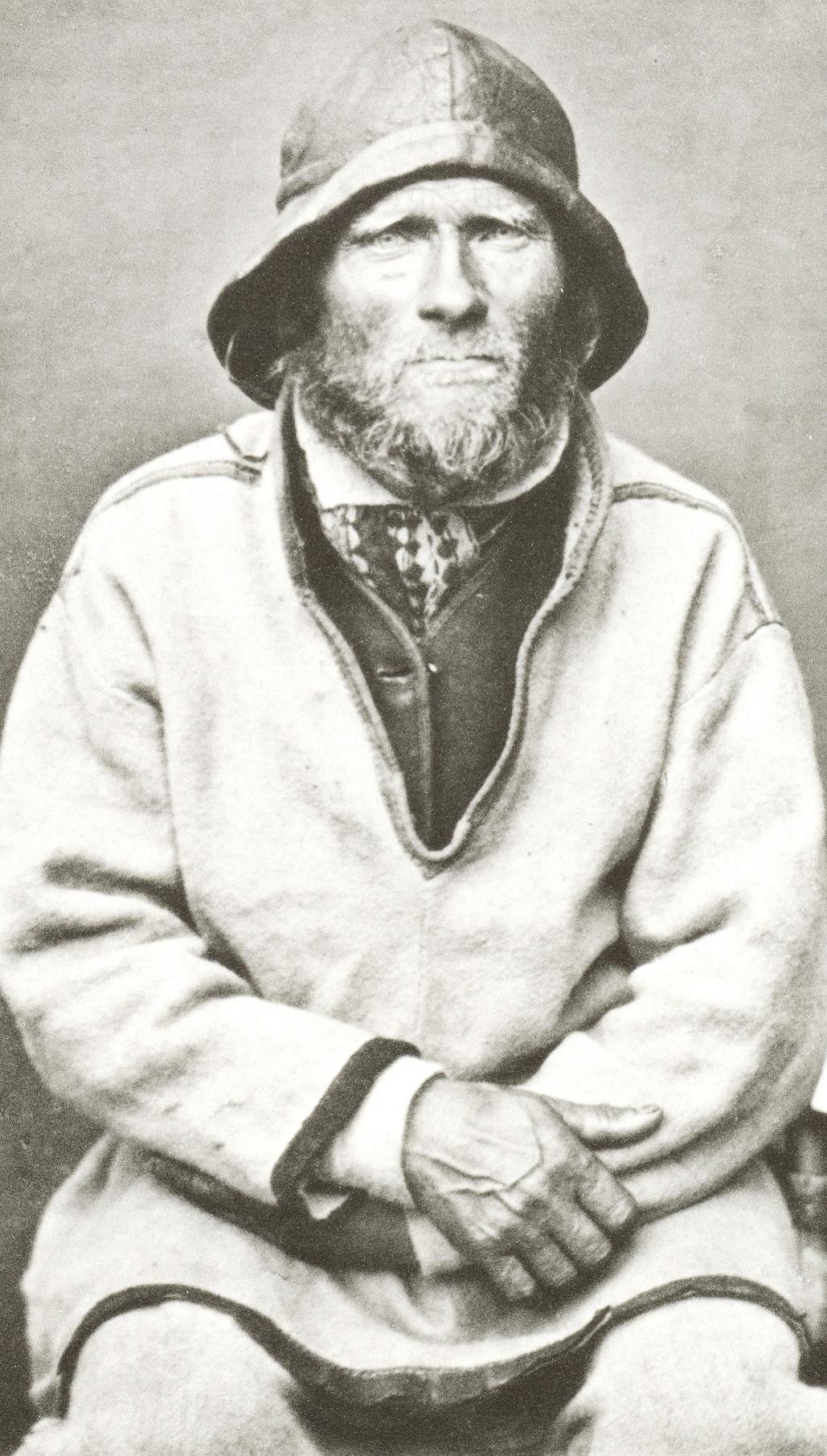
Sjösame från Finnmark, bild från 1884 av Roland Bonaparte.

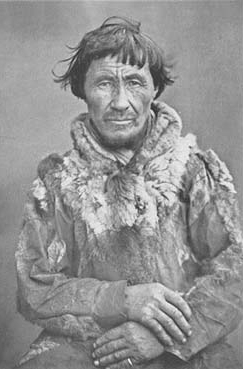
Sjösame, bild från 1884 av Roland Bonaparte.

Även historiskt har många samer levt på fiske eller andra näringar utanför renskötseln. Sjösamer har levt på fiske, men stora trålare har tagit över. Det finns bestämmelser om hur många renar som varje sameby får ha. Rennäringen är en näring som är beroende av betesmarker. Det har hänt att domstolar bestämt att till exempel vindkraft har fått gå före renskötsel. I dag lever en del av samerna på turism, men den allra största majoriteten arbetar med samma typ av arbeten som övriga befolkningen.
Flest samer bor i Norge, ungefär 60 000–100 000. I Sverige finns ungefär 36 000, i Finland ca 10 000 och i Ryssland ca 2 000 samer.
I rennäringen använder man numera ofta snöskoter för att ta sig fram, men man fångar renar på samma sätt som i gamla tider. Man använder kasttöm (lasso), på samiska suohpan. Hundrasen lapphund (sámebena), har använts av samer sedan urminnes tider och kom förmodligen med samerna i samband med att de vandrade upp till Skandinavien som jägarfolk. Hunden användes då antagligen som jakthund. När samerna övergick till renskötsel blev hundens huvudsyssla renvallning, arbetsredskap och som slädhundar. Numera är lapphunden även populär som sällskapshund (se svensk lapphund, finsk lapphund, och lapsk vallhund).
En annan djurras som är speciell för regionen är lappgeten, av vilken det i dag endast finns 197 levande exemplar (december 2013). Det var vanligt bland renskötande fjällsamer att bedriva getskötsel fram till mitten av 1960-talet. Lappgeten är en utrotningshotad art som kommer från Lappland och är anpassad till renbetesmarker. Mjölkgeten gav mer mjölk än en ren.
De traditionella samedräkterna används mest vid högtidliga tillfällen. Samernas traditionella klädedräkt innehåller bland annat kolten. De färgrika dräkterna med röd, blå, gul och grön visar härkomst och släktskap. Dräkten har revärer med de samiska färgerna på ställen såsom axlarna, övre ryggen, kragen och runtom längst ut på ärmarna. Dekorationen är sydd på mörkt tyg, ofta grå blå eller svart. Mångfald i mönster, färg och bredd på revärerna visar samhörigheten. Vissa dräkter är dessutom utsmyckade med tenn- eller silvertråd. Skillnader mellan olika regioner är tydlig; den välbekanta mössan med stor röd tofs som närmast blivit symbolen för "lappmössa" hör ursprungligen hemma hos samerna längst i nordsverige, som i Sverige ofta benämnts karesuandolappar. I andra trakter är den traditionella dräkten mindre färgsprakande, och kvinnans mössa kan exempelvis bestå av en enkel mörk hätta med en relativt diskret bård (se fotot av Borg Mesch). Hos finländska och norska samer förekommer en mössa med fyra hörn, som ibland benämns fyra vindars mössa. Samerna är ett ursprungsfolk som kallat sig för Solen och vindens folk.
Förutom trumman är flöjten fadno ett av de traditionella musikinstrumenten. Den melodisk-rytmiska stilen jojk lever fortfarande kvar än i dag, och har återpopulariserats med 1960-talets rockmusik. Senare har Mari Boine spritt samisk musik i moderna kläder över hela världen. Jojk är en samisk form av sång.

### Samiska högtider
Den samiska nationaldagen firas den 6 februari. Dagen firades första gången 1993 i samband med att FN inledde det internationella urbefolkningens år i Jokkmokk. Datumet valdes till minne av det första samiska landsmötet, som hölls i Trondheim den 6 februari 1917.
Marie bebådelsedag firas traditionellt bland samerna. Jungfru Maria har en stark ställning, vilket bland annat märks i smyckekonsten, där bokstaven M som i Maria är vanligt förekommande. Den blå färg som Maria ofta avbildas i, mariablått, är också central i den samiska folkkonsten.

### Samisk matkultur
Traditionell samisk mat består av renkött och fisk. Renskav steks och består av tunna skivor renkött. Suovas är insaltat och kallrökt renkött som strimlas och steks ofta med smör. Renkok görs på rått renkött som skärs och kokas under lång tid. Blodpalt görs på renblod. Samisk mat har associerats med Slow Food. Men på senare tid säljs även renburgare på Lap Dånalds i Ladtjoluspekåtan i Ladtjoluspe. Samerna brukade torka renkött och fisk.
Samisk mat består också av:
- Renkött och fisk
- Bären hjortron, lingon och blåbär
- Örter och medicinalväxter
- Fjällängssyra (nordsamiska juobmo), fjällsyra och kvanne
- Fjällripa (nordsamiska giron)
- Samiskt mjukbröd (nordsamiska gáhkko)

Bruken av innerbark av tall som c-vitaminrikt kosttillskott har förekommit över hela det samiska bosättningsområdet. Bark har också använts som födoämne bland sibiriska folk och av indianer i Nordamerika. Samerna tog den vita, ätliga innerbarken i tidig sommar. Barken kunde ätas färsk, och betraktades då som en delikatess. Torkad och sönderhackad i flingor blandades den i olika rätter. Barkflingor var en vanlig ingrediens i fisk-, kött- och blodsoppor och i buljonger. För att minska halten av de giftiga ämnen, bland annat fenoler, som alltid finns i små mängder i innerbark, och för att förbättra näringsvärdet och möjligheten att lagra barken, torkade samerna den. De utvecklade också en alternativ teknik för beredning av bark och andra växter med giftiga ämnen – långsam rostning i en övertäckt grop i marken. När rostningsprocessen var avslutad hade barken antagit en röd färg. I äldre källor omnämns röd bark som handelsvara mellan fjäll- och skogssamer. Eftersom bark tas från levande träd och den samiska barktäkten görs så att träden överlever finns det spår i naturen efter skogssamisk barktäkt. Den hittills äldsta är hela 3 000 år gammal och finns i Arjeplogs kommun.

## Samisk religion
Den traditionella mytologin, som numera är närmast utdöd, hade troligtvis starka inslag av schamanism. Samernas schaman kallades nåjd, noajdde på samiska och kunde till exempel stoppa blod. Till skillnad från de sibiriska schamanerna, som ofta felaktigt betraktats som arketypen för schamanism, spelade de flesta familjeöverhuvuden denna roll för sin familj. En ringtrumma, meavrresgárri, hade en religiös betydelse och användes som "spåinstrument". Det finns två olika trummor, som vriltrumman goavddis och sveptrumman geavrris, som är större. Man slog med en speciell hammare på trumman och kunde utläsa spådomar med en "visare", árpá. Beaivi (på nordsamiska) Biejvve (på lulesamiska) var solgudinnan i den samiska mytologin som betyder "sol" och "dag". Buorre beaivi betyder god dag. Förr så fanns det samer som hyllade den livsgivande solen. I Sameland, norr om polcirkeln, där solen under vinterperioden, inte ens når horisonten är det inte svårt att tro, att solen var uppskattad och spelade en stor roll i kultsammanhang. Solkulturen har av olika skäl dött ut.

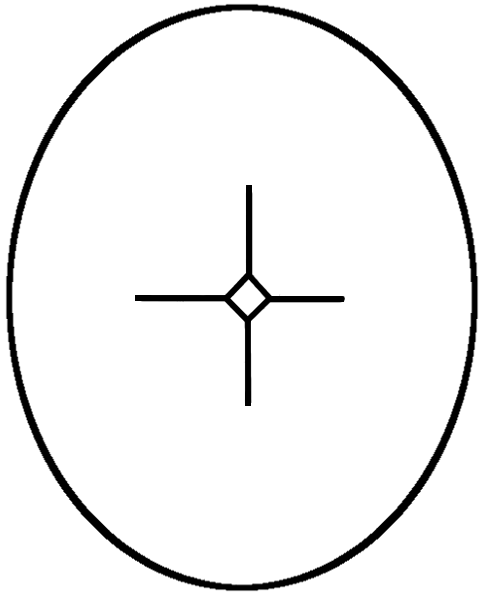
Ringtrumman användes av samerna i den samiska schamanistiska religionen. På vissa samiska trummor fanns symbolen för Beaivi, som är det samiska namnet på solen.

1100-talets katolska troslära blev också till ny kunskap för vissa av de samiska religiösa specialisterna.

### Kristnande
Försök att kristna samerna gjordes i slutet av 1300-talet och början av 1400-talet under ledning av den samiska missionären Margareta. Men den som först systematiskt genomförde omvändelsearbetet i Lappland var Gustav Vasa. Han ansåg att detta skulle vara en lämplig verksamhet för munkarna. Dock mötte han motstånd från biskop Hans Brask, som skrev till bröderna i Vadstena att de inte behövde lyssna på talet om den fara som samerna utsatte sig för genom att vara hedningar. Han menade istället att det var bättre att fokusera på närliggande faror, "ty den ordnade kärleken begynner med sig själv" Trots detta finns det en anteckning i klostrets minnesbok från år 1525: "Den 10 oktober utgick på konung Gustavs befallning broder Benkt Petersson för att värva lapparne för kristendomen." Han fick kungens tillstånd att i Norrbotten "undervisa de fattige lappar och andre den landsändans inbyggare i Guds tro och vad deras själs salighet tillhörer och där upprätta en skola för bemälda lappars skull och andra flere gode barns i den landsändan."
Samerna blev inte tvångskristnade förrän på 1700-talet. De kristna missionärerna hävdade då att trumman, som man associerade med schamanism, var ett hinder för kristnandet. Under 1800-talet fick den inomkyrkliga inriktningen læstadianismen stor spridning hos samerna i nordligaste Sverige, liksom hos tornedalingarna. Rörelsen verkade för nykterhet, och var kritisk mot svenska myndigheter bland annat för den omfattande alkoholism som uppstått bland samerna i spåren efter mötet med det svenska samhället. Många samer hade endast samiska som modersmål under den här tiden. I de læstadianska församlingarna predikade man inte bara på svenska, utan man började även predika på finska och samiska.

## Sameting och nationella symboler
Samerna är representerade genom de folkvalda sametingen:
- Sametinget i Norge från 1989
- Sametinget i Sverige från 1993
- Sametinget i Finland från 1996

Samerna har sedan 1986 en egen flagga, som har en cirkel i mitten. Den ena halvan är röd och symboliserar solen, och den andra halvan är blå och symboliserar månen. Flaggans färger, rött, grönt, gult och blått, är de traditionella färgerna som finns på de samiska dräkterna. Sedan 1992 firas den 6 februari som samisk nationaldag och sedan 1986 finns en samisk nationalsång, Sámi soga lávlla ("Samefolkets sång"). Det är en gammal text skriven i början av 1900-talet, med en nyskriven melodi, och finns på flera samiska språkvarieteter.
Sedan 1980 styr samerna själva över skolplanen i samiska skolor. Utbildningen ser ut som i svenska skolor, men med tillägg samisk slöjd (duodji/duodje) och samisk inriktning i samhällsorienterande ämnen. Sameskolan omfattar årskurs 1–6 och undervisning sker på samiska och svenska.
Den 24 november 2010 ändrade riksdagen grundlagen för att erkänna samerna som ett folk i Sveriges grundlag. I Regeringsformens 1 kap 2 § st. 6 står det att: “Samiska folkets och etniska, språkliga och religiösa minoriteters möjligheter att behålla och utveckla ett eget kultur- och samfundsliv ska främjas”. Historiskt sett assimilerades samerna, lärde sig svenska och blev försvenskade kulturellt. En del anser sig därför inte vara same, men många väljer idag att ta tillbaka sina samiska efternamn.

## Språk

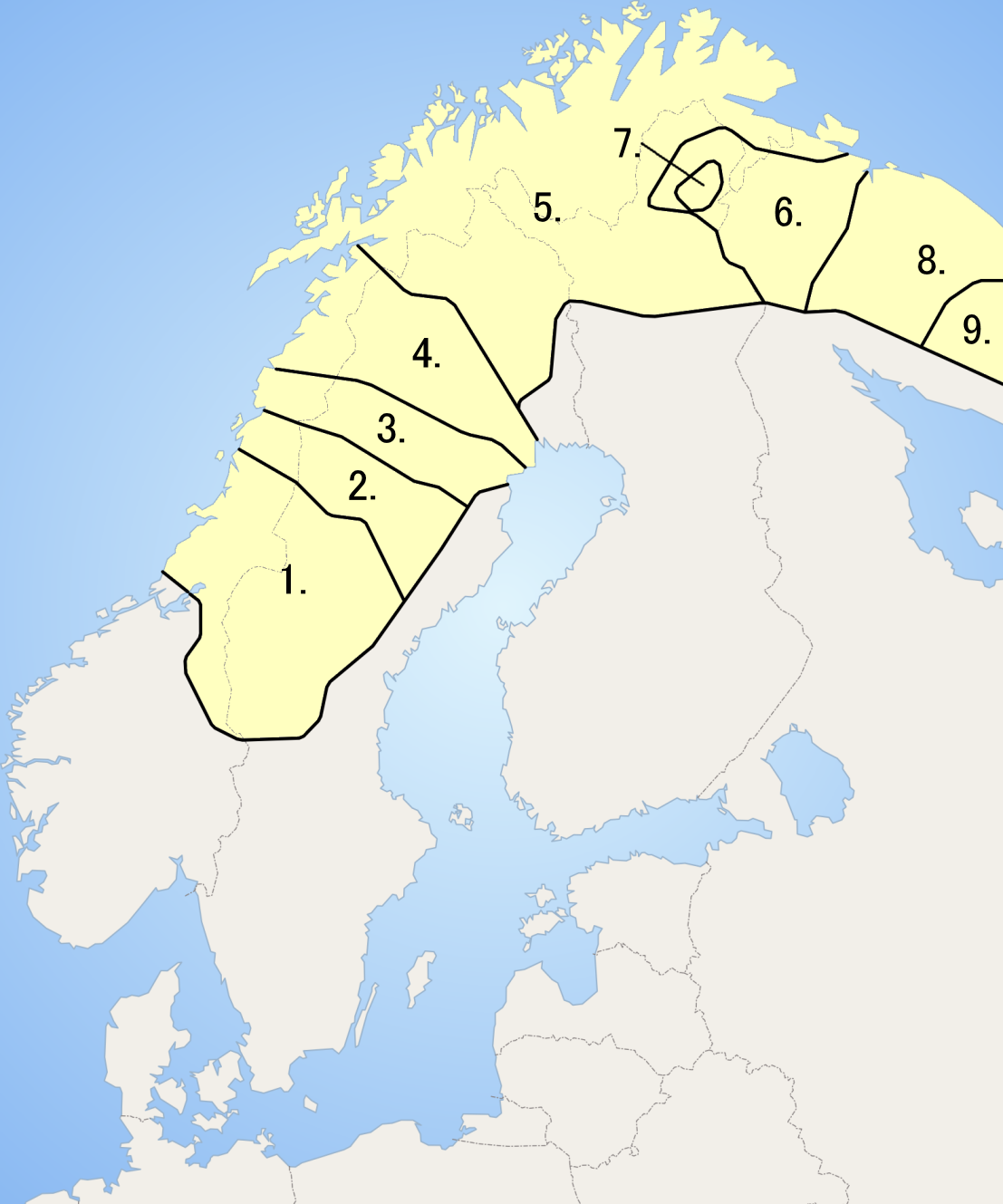
Karta över samiska språk:
1. Sydsamiska
2. Umesamiska
3. Pitesamiska
4. Lulesamiska
5. Nordsamiska
6. Skoltsamiska
7. Enaresamiska
8. Kildinsamiska
9. Tersamiska

Samiska är en grupp av flera språkvarieteter som hör till den finsk-ugriska språkgruppen. Ursamiskan anses ha utvecklats någon gång under årtusendet före Kristi födelse, då samiskan och finskan skilde sig från varandra. Ursamiskan tros ha nått Skandinavien under folkvandringstiden. I äldre litteratur betraktas samiska i allmänhet som ett enda språk. Nu verksamma språkforskare talar om flera samiska språk, men antalet varierar beroende på hur man definierar vad som är ett språk respektive en dialekt. Enligt en aktuell indelning finns tio olika samiska språk: sydsamiska, umesamiska, pitesamiska, lulesamiska, nordsamiska, enaresamiska, skoltsamiska, kildinsamiska, akkalasamiska och tersamiska. Nordsamiska och sydsamiska skiljer sig åt ungefär lika mycket som svenska och isländska. Antalet samisktalande har uppskattats till omkring 23 000 personer, varav 12 000 i Norge, 7 000 i Sverige, knappt 3 000 i Finland och 1 000 i Ryssland. De samisktalande är i majoritet i Kautokeino, Karasjoks, Tana och Nesseby kommuner i Norge samt Utsjoki kommun i Finland. Ungefär 75 % (17 000) av de samiskspråkiga talar nordsamiska, 2 000–3 000 lulesamiska, 650 kildinsamiska och 300–500 personer sydsamiska, enaresamiska respektive skoltsamiska. Övriga varieteter har mycket få talare och ytterligare en varietet, kemisamiska, är utdöd.
Många samer övergick till majoritetssamhällets språk under 1900-talet, både på grund av en ökad assimilering i det omgivande samhället och på grund av att språket aktivt motarbetades i skolundervisningen. Språkbytesprocessen har gått längst bland sydsamer och sjösamer, medan nordsamiskan är mindre hotad. Under de senaste decennierna har många försökt återta sitt språk och delvis fått stöd i detta av samhället. I Sverige är samiska sedan år 2000 officiellt minoritetsspråk. Det innebär att samisktalande inom Förvaltningsområdet för samiska har rätt att använda sitt språk vid kontakter med myndigheter och domstolar, liksom att utnyttja barn- och äldreomsorg på samiska. I Finland ska grundskoleelever som bor i Samernas hembygdsområde och behärskar samiska i huvudsak undervisas på detta språk. I Norge är samiska likställt med norska inom Förvaltningsområdet för samiska språk.

## Samernas ställning som ursprungsfolk
Enligt Konventionen om ursprungsfolk och stamfolk (ILO:s konvention nr 169), antagen 1989, definieras ett ursprungsfolk som en folkgrupp som var invånare i ett land eller en region vid tidpunkten för erövring, kolonisation eller upprättande av nuvarande statsgränser, och som bevarat åtminstone en del av sina sociala, ekonomiska, kulturella och politiska institutioner.

### Sverige
Sverige erkänner samernas ställning som ursprungsfolk eller urfolk. Detta beslutades första gången enligt regeringens proposition 1976/77:80, där det sades att "Samerna utgör en ursprunglig befolkning, som i Sverige är lika gammal som eller äldre än landets majoritetsbefolkning."
Sverige har däremot inte ratificerat ILO-konventionen om ursprungsfolks rättigheter. För att kunna ratificera konventionen måste Sverige ge samerna större inflytande över mark och vatten i de områden som de traditionellt har nyttjat.
2 och 3 maj 2018 i Genève förhördes Sverige, företrädd av Per Olsson Fridh (MP), statssekreterare i kulturdepartementet, av FN:s rasdiskrimineringskommitté om hur Sverige behandlar sitt urfolk samerna. Sverige har på flera punkter inte levererat resultat efter kommitténs senaste granskning 2013. 2015 motionerade Vänsterpartiet i riksdagen om att Sverige ska ratificera ILO 169. Då röstade båda regeringspartierna, MP och S, nej. FN:s rasdiskrimineringskommitté lämnade en formell rapport i maj 2018. I den uppmanas Sverige att återrapportera omgående på särskilt viktiga punkter.

### Norge
Även i Norge har samerna ställning som ursprungsfolk. Norge ratificerade ILO-konventionen om ursprungsfolk 1990.

### Finland
I Finland är samernas ställning som urfolk fastslagen i grundlagen. Finland hade för avsikt att ratificera ILO-konventionen om ursprungsfolk i mars 2015, men frågan bordlades efter att riksdagen beslutat att inte godkänna en ny definition av vem som ska vara same i lagens mening.

### Urfolksdefinitionen ifrågasatt av arkeologer
Svenska arkeologer betraktade inte samerna som en ursprungsbefolkning fram till 1980-talet. Professor emeritus i arkeologi vid Umeå universitet, Evert Baudou, har även senare uttalat att samerna inte är en urbefolkning "i den mening arkeologerna lägger i begreppet", eftersom det inte går att säga att de var de första människorna inom de områden där de funnits under de senaste årtusendena..

## Svenska samepolitikens inverkan på definitionen av samer
Den svenska statens samepolitik hade betydande inslag av rasism som till exempel skallmätningar, främst under 1900-talets första årtionden. 57 samiska kranier finns i universitetsmuseet Gustavianum vid Uppsala universitet. I början av 1900-talet bytte många samer till svenska efternamn bland annat på grund av att det var svårt för vissa svenskar att uttala dem och för att undvika diskriminering. Ibland har samiska namn felaktigt betraktats som utländska av svenskar. Synen på "lapprasen" var starkt nedlåtande och flera åtgärder inom främst skol- och bosättningspolitiken baserades på en uppenbar rasism. Det var inte ett hinder att gå från rasidéer till konkret raspolitik. Under 1900-talets första decennier blev det mer och mer allmänt accepterat med stereotypisering av människor. Detta fanns också i Nordisk familjebok, landets ledande uppslagsverk. Här beskrevs 'lapparna' som att de gick ofta lutade, var kutryggiga, gick med vaggande gång, var snåla, envisa och misstänksamma, hade utstående öron, pipig och egendomligt gnällande röst och illaluktande kläder. De åldrades tidigt och fick då, synnerhet kvinnorna, ofta vederstyggliga anletsdrag.
| ”                           | Det obehagliga intrycket ökas ytterligare af det vildt flygande håret och af smuts; en "vacker ålderdom" torde bland dem vara sällsynt. | „ |
| – Nordisk Familjebok (1885) | |   |

Detta uppslagsverk var en bok som många generationer skolbarn och vuxna fick sin faktainformation från. Detta ledde i hög grad till att negativa och stereotypa bilder av samer spreds i alla samhällsgrupper och blev accepterade som fakta. Det är inte svårt att sätta sig in i vad till exempel de skogssamiska barnen som integrerades i vanliga svenska skolor kan ha känt inför bruken av denna typ av 'läromedel'. Att ens etnicitet blir skilt ut från majoriteten av klasskamraterna och associerad med en negativ bild som inte gick att ifrågasätta då den kom från ett accepterat uppslagsverk. Samer har till och med valt att leva som svenskar bland annat på grund av diskriminering och en önskan att inte bli associerad till en så negativ bild.
I svensk lagstiftning infördes år 1917, och särskilt i renbeteslagen från år 1928, en näringsbaserad definition på "lapp". Förenklat uttryckt var endast renskötare "lappar", andra samer blev "övrig befolkning". En del tjänstemän på Statistiska centralbyrån ansåg att detta var fel och ville att staten skulle behålla en mer rasbaserad definition på "lapp" i folkräkningarna. Rasbiologiska institutets fick sitt stöd av politiker och statistiker Sten Wahlund fick i början av 1930-talet uppdraget att reda ut begreppen. Han stötte snart på de vanliga problem som uppstår när man skall avgränsa grupper där fortplantning sker efter individernas eget val. Skulle barn räknas som svensk-lapska eller lapsk-svenska om modern var svensk-lapp (med svensk far) och fadern lapsk-svensk (med samisk far) I hans anteckningar kan man följa hur han efterhand drunknade i alla teoretiskt möjliga kombinationer och tvingades ge upp hela projektet redan innan han ens hade hunnit föra in finnar i kalkylerna.
Konsekvensen blev att många samer efter denna tidpunkt inte blev klassificerade som samer i lagtexten eftersom de inte var renskötare. Barnen till denna grupp samer och också barnen till renskötare i skogsområdet, de så kallade skogssamerna, blev i den rådande diskriminerande skolpolitiken integrerade med svensktalande barn i svenska skolor och det samiska språket blev undertryckt genom att det samiska språket i enlighet med dåvarande lagstiftning inte fick användas i skolan. På detta sätt förlorade många samiska barn språket och lärde sig att känna skam för sin etnicitet. Nuvarande definition i Sametingslagen utgår från kunskaper i samiska. De som inte har språket som modersmål eller kan visa på att mor- eller farföräldrar kunde språket räknas enligt lagtexten inte som röstberättigade samer. Det finns de förespråkar släktskap och familjeförhållanden som ny definition medan andra vill ha kvar den nuvarande definitionen. Också i nyare tid har det varit problem då de föräldrar som velat återta det samiska språk de aldrig fick lära sig och sökt hemspråksundervisning till sina barn, möts av nej eftersom det in till nyligen[när?] fanns krav i Sverige på att samiska skulle vara ett aktivt språk i hemmet. I Norge äger det enskilda barnet rätten till sitt språk och sin kultur. Många nordsamer från Sverige åker till Kautokeino, Norge för att lära sig nordsamiska. Fyra av tio av dem som har bett om modersmålsundervisning i skolan har inte fått det.
Beroende på vem som definierar vem som är same, uppskattas samerna vara från 80 000 till 160 000, varav i Sverige ungefär 20 000 De flesta samer bor i Norge. Antalet samer i Sverige är enligt Södra Lapplands forskningsenhet 36 000. Huruvida man var renskötare eller icke renskötare hade ibland en avgörande betydelse vid definitionen av vem som var same.
Uppgifterna om antalet samer i Ryssland är annorlunda. Enligt Barents observer finns det i Murmanskregionen (det huvudsakliga området för samer i Ryssland), 1599 samer. Enligt 2010 års folkräkning fanns det 1771 samer där (787 levde i städer, 984 på landsbygden) .
Samerna har varit föremål för diskriminering av stormakterna under nästan hela sin existens. De har aldrig utgjort en enda gemenskap i en enda region i Lappland, som tills nyligen  ansågs endast som en kulturell region. Norge har blivit mycket kritiserat av det internationella samfundet för sin förnorskningspolitik och diskriminering mot urbefolkningen i landet. Rysk forskning/utredning visar att samerna har diskriminerats i många sammanhang. Samiska barn och ungdomar har utsatts för olika former av mobbning på grund av sin samiska identitet .

## Samisk identitet
En del samer känner tillhörighet och gemenskap med samisk kultur utan att tala samiska. Samerna är blandade med majoritetsbefolkningarna, och därför kan vissa se sig både som samer och en del av majoritetsbefolkningen. Många samer har börjat söka sig tillbaka till sina samiska rötter och vill återknyta till sitt samiska arv och återta den kultur som de missat och aldrig lärt sig även utan att tala samiska. Det är svårt för vissa att utåt visa sig som samer när det finns rasism. Det var vanligt att bli kallad lappdjävel så därför finns många samer som hellre lever som svenskar.
Intresset för samisk kultur har varit stort bland forskare i Sverige, Norge och Finland sedan Carl von Linné gjorde sin Lapska resa. Närmare en samisk identitet beskrevs av den svensktalande finska forskaren Johan Rosberg i Lapplynne 1922.
Det finns kulturella, sociala koder inom den samiska gruppen som är avgörande för att bli accepterad som same.
Vilka som ska kunna rösta i Sametinget framgår av Sametingslagen:
Sametingslag 1992:1433
1. kap. Inledande bestämmelser
2. § Med same avses i denna lag den som anser sig vara same och

  1. gör sannolikt att han eller hon har eller har haft samiska som språk i hemmet, eller

  2. gör sannolikt att någon av hans eller hennes föräldrar, far- eller morföräldrar har eller har haft samiska som språk i hemmet, eller

  3. har en förälder som är eller har varit upptagen i röstlängd till Sametinget, utan att länsstyrelsen därefter beslutat annat.

## Samer och renskötsel
Samerna har sedan flera tusen år jagat vildren och senare utvecklat till en yrkesmässig renskötsel.
| ”      | Renskötseln är intimt sammankopplad med den samiska kulturen och har traditioner mycket långt bakåt i tiden. | „ |
| [ 98 ] | |   |

Den som är renskötare och som talar samiska har hög status inom den samiska kulturen. Det samiska systemet med samebyar ger hjälp med renskötsel och stöder en samisk gemenskap. Nomadiska renägande samer och svenska markägare har varit i domstol många gånger angående rätt till utnyttjande av marken. Samerna har förlorat ett stort antal betesmarker och Sametinget driver renskötarnas intressen i dessa konflikter.
Medlemskap i samebyar i Sverige, där samebyarna har en juridisk status, är i huvudsak begränsad till dem vars förfäder var samiska nomader före 1886. Samer, som inte var renskötare, blev hänvisade till den svenska skolan. Lappbyarna var en historisk företeelse inom det samiska samhället före 1886.
År 2000 fanns 4525 renägare i Sverige. Renskötsel är i Sverige förbehållen samerna. I Finland finns inte någon sådan begränsning, men i samernas hembygdsområde dominerar samerna bland renskötarna.

## Idrott och sport
Samerna har ett eget idrottsförbund – Samernas idrottsförbund (SIF) – som arbetar för att främja samiskt idrottande. Förbundet är en paraplyorganisation för föreningar och samebyar och arrangerar årliga samiska mästerskap. Riksidrottsförbundet fördelar inga bidrag till Samernas idrottsförbund eftersom det senare är bildat utifrån etnicitet.
Samiska idrottsgrenar är bland annat lassokastning och renskötartävling. Det första vintermästerskapet på skidor ordnades 1948. Same-SM har ordnats av lokala sameföreningar både på sommaren och vintern om ekonomiska förutsättningar funnits. Fotbollscuper och skidtävlingar har också ordnats genom åren.
Det finns internationella tävlingar för urfolk såsom Viva World Cup - en veckolång fotbollsturnering för icke-självstyrande regioner, och Arctic Winter Games som är tävlingar i olika idrottgrenar för folk i det cirkumpolära området.

### Aktiviteter

#### Fotboll
"Dagens idrott bär tydliga spår av det som en gång var samisk vardag men nya influenser har också skapat sig utrymme". Det skriver Håkan Kuorak, vice ordförande Samernas fotbollsförbund.
Sommaren 2004 möttes för första gången Sameland och Nordcypern i en vänskapsmatch i fotboll i staden Tromsø i norska delen av Sameland. Det oavgjorda resultatet 1–1 fick symbolisera både vänskap och samhörighet.
Occitanien 0-7 Sápmi, Sápmi 14-0 Monaco och Sápmi 21-0 Monaco var finalresultaten i Viva World Cup, där länder som inte är med i Fifa kan vara med.

#### Same-SM
Numera mäts krafterna i årliga renskötartävlingar där lasso, gevär, uthållighets/terränglöpning och skidor används som tävlingsredskap. Renkappkörning blir allt vanligare i den norra regionen.

#### Längdskidor
Det sägs att samerna har lagt grunden till dagens form av skidåkning i världen. Det finns belägg för samiska skidor från 2000 f Kr och framåt. På slutet av 1800-talet började skidtävlingar att anordnas runt om i Sverige. Samer deltog ofta med stor framgång. Den första något större, kända och mer organiserade skidtävlingen i världen var förmodligen Nordenskiöldsloppet 1884 med start och mål i Jokkmokk. Åklängden var lite drygt två Vasalopp, hela 22 mil.

#### Innebandy
Mästerskapet arrangeras och organiseras av bl.a. Såhkie sameförening.

### Samiska idrottare
Jan Egil Brekke, Leif Arne Brekke, Ailo Gaup, Jonas Johansen, Eirik Lamøy, Espen Minde, Steffen Nystrøm, Anja Pärson, Morten Gamst Pedersen, Börje Salming och Erik Sandvärn.

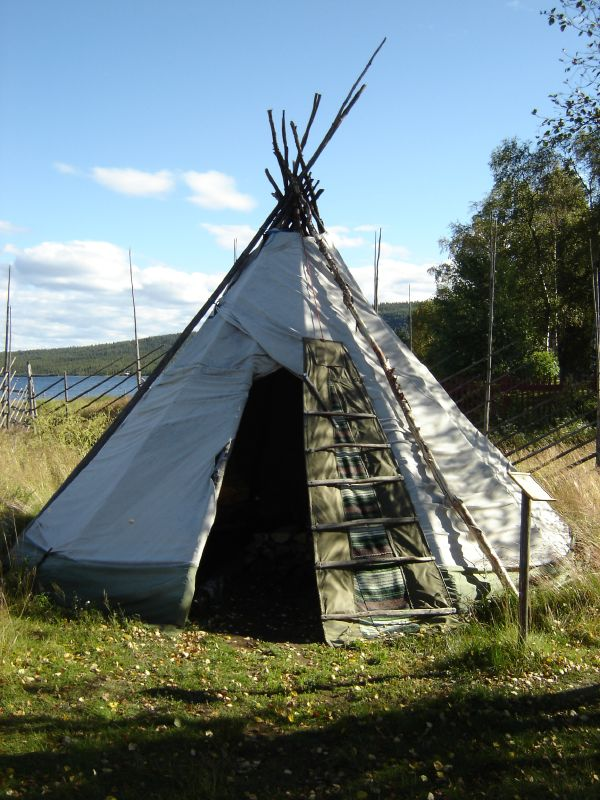
Lávvu.